# Christie Golden
Christie Golden (Atlanta, 21 de noviembre de 1963) es una escritora estadounidense. Ha escrito casi cincuenta novelas y varias historias cortas sobre fantasía, horror y ciencia ficción.

## Biografía
Incluida varias veces en la lista de best sellers publicada en el suplemento The New York Times Book Review del periódico The New York Times, Christie Golden ha escrito cerca de cincuenta novelas y varios relatos cortos en los campos de ciencia ficción, fantasía y horror. Entre sus múltiples proyectos destacan una docena de novelas de Star Trek, más de doce libros para la compañía de videojuegos Blizzard y, en especial, para el videojuego World of Warcraft, así como para el videojuego StarCraft, y tres libros para el ahora terminado El destino de los Jedi de la saga  Star Wars. Sus coautores para esta serie fueron Troy Denning y Aaron Allston.
Christie Golden inicio en 1991 la saga de novelas ambientadas en Ravenloft, de TSR, con su primera novela, Vampiro de las Nieblas. y es la creadora del arquetipo de vampiro élfico en la ficción fantástica. Continuó con Baile de los Muertos y con El Enemigo Dentro. También ha escrito historias cortas en el universo de Reinos Olvidados, apareciendo en una serie de antologías, en las cuales explorará en profundidad el carácter del elfo vampiro Jander Sunstar, además de consolidarse escribiendo El vampiro de las nieblas. Christie Golden ha escrito una docena de novelas de la saga Star Trek: Voyager, incluyendo la popular trilogía Dark Matters, la bilogía del Regreso, y la bilogía de Spirit Walk.
Christie Golden es también autora de dos novelas originales de ficción publicadas por la editorial americana Ace Books, King's Man & Thief y Instrument of Fate.
Entre su trabajo en las novelas de fantasía basadas en videojuegos se encuentran Warcraft: El Señor de los Clanes (2001), y World of Warcraft: El Ascenso de la Horda (diciembre de 2006). También escribió una trilogía titulada StarCraft: La Saga del Templario Tétrico para Blizzard Entertainment y Simon and Schuster Pocketbooks. También escribió World of Warcraft: Arthas el Ascenso del Rey Exánime que fue publicada el 21 de abril de 2009. Esta fue la primera vez que un libro suyo apareció en la lista de best sellers del New York Times. Las siguientes novelas del universo Warcraft fueron "World of Warcraft: Devastación. Preludio al Cataclismo," "World of Warcraft: Thrall: El Crepúsculo De Los Aspectos," "World of Warcraft: Jaina Valiente: Mareas de Guerra," y "World of Warcraft: Crímenes de Guerra."
Bajo el nombre Jadrien Bell escribió el thriller de suspense de ficción titulado A.D. 999, que la permitió ganar el Premio de la Author's League a la Mejor Novela de Género en 1999.
Actualmente espera reeditar su serie original de ficción, "El Baile Final". El primer libro de la serie En las Alas del Fuego sigue el descubrimiento del primero de cinco bailarines, Kevla el bailarín de la llama. El segundo libro "En el Broche de la Piedra" registra tanto al bailarín de la llama, Kevla como al bailarín de piedra, el elemento de tierra, Jareth. Con este libro ganó el segundo Premio de la Colorado Author's League a la Mejor Novela de Género en 2005. Esta serie fue publicada por Luna Books.
También ha escrito para las antologías de Buffy La Cazavampiros y Angel. Del mismo modo ha publicado novelas basadas en el programa de televisión de animación Invasión América de Steven Spielberg, quedando el productor de películas y guionista Harve Bennett tan impresionado con su trabajo en Invasión América que acabaría invitándola a Hollywood para escribir para el propio programa original - sin embargo, el espectáculo no fue renovado para una segunda temporada.
Otra de las sagas en las que ha tomado parte ha sido Assassin's Creed, escribiendo dos novelas. "Blackbeard: The Lost Journal" es un libro que acompaña como anexo al videojuego “Assassin’s Creed: Black Flag.” Otro libro de Assassin’s Creed, llamado “Abstergo Employee Handbook” salió a la venta en diciembre de 2014. "The Accidental Knight", una novela ambientada en el mundo del juego de cartas en línea HEX, de Cryptozoic, fue publicada en 2014 en el formato de libro en línea, a la que siguió una copia física de tapa dura. En julio de 2015 apareció su última novela de la saga Star Wars: The Clone Wars titulada "Aprendiz Oscuro" protagonizada por los personajes Asajj Ventress y Quinlan Vos. Y en 2017 publicó la novela oficial de la película Valerian y la ciudad de los mil planetas con la editorial Titan Books.

### El Baile Final
- El Libro 1 de Baile Final: En las Alas del Fuego" (The Final Dance Book 1: On Fire's Wings), LUNA Books, julio de 2003
- El Libro 2 de Baile Final: En el Broche de la Piedra"  (The Final Dance Book 2: In Stone's Clasp),  LUNA Books, julio de 2005
- El Libro 3 de Baile Final: Bajo la Sombra del Mar" (The Final Dance Book 3: Under Sea's Shadow), LUNA Books, octubre de 2007 (libro electrónico sólo)

### Invasion America
- Invasión América (Invasion America), Roc, febrero de 1998
- Invasión América: En la Carrera (Invasion America: On the Run), Roc, febrero de 1998

### Ravenloft
- Ravenloft: Vampiro de las Nieblas ,(Ravenloft: Vampire of the Mists), TSR, septiembre de 1991
- Ravenloft: Baile de los Muertos, (Ravenloft: Dance of the Dead), TSR, junio de 1992
- Ravenloft: El Enemigo Dentro, (Ravenloft: The Enemy Within) TSR, febrero de 1994

### StarCraft
- StarCraft II: la Deuda del Diablo (StarCraft II: Devil's Due), Pocket Books, abril de 2011
- StarCraft II: Flashpoint, Gallery Books, Noviembre 2012

#### StarCraft: La Saga del Templario Tétrico
- StarCraft: La Saga del Templario Tétrico: Primogénito  (StarCraft: The Dark Templar Saga: Firstborn), Pocket Books, Mayo de 2007
- StarCraft: La Saga del Templario Tétrico: Cazadores de Sombras (StarCraft: The Dark Templar Saga: Shadow Hunters), Pocket Books, noviembre de 2007
- StarCraft: La Saga del Templario Tétrico: Crepúsculo  (StarCraft: The Dark Templar Saga: Twilight), Pocket Books, junio de 2009

### Star Trek: Gateways
- Star Trek: Voyager: Gateways Book 5: No Man's Land, Pocket Books, Octubre 2001
- Star Trek: Gateways Book 7: What Lay Beyond: In the Queue, Pocket Books, Noviembre de 2001

### Star Trek: The Next Generation
- Star Trek: The Next Generation: Double Helix Book 6: The First Virtue (with Michael Jan Friedman), Pocket Books, Agosto de 1999

### Star Trek: La Serie Original
- Star Trek: The Last Roundup, Pocket Books, Julio de 2002

### Star Trek: Voyager
- Star Trek: Voyager #6: The Murdered Sun, Pocket Books, Febrero de 1996
- Star Trek: Voyager #14: Marooned, Pocket Books, Diciembre de 1997
- Star Trek: Voyager #16: Seven of Nine, Pocket Books, Septiembre de 1998
- Star Trek: Voyager: Endgame, (with Diane Carey), Pocket Books, Julio de 2001
- Star Trek: Voyager: Homecoming, Pocket Books, Junio 2003
- Star Trek: Voyager: The Farther Shore, Pocket Books, Julio 2003

#### Star Trek: Voyager: Trilogía Dark Matters
- Star Trek: Voyager #19: Dark Matters #1: Cloak and Dagger, Pocket Books, Noviembre 2000
- Star Trek: Voyager #20: Dark Matters #2: Ghost Dance, Pocket Books, Noviembre 2000
- Star Trek: Voyager #21: Dark Matters #3: Shadow of Heaven, Pocket Books, Noviembre 2000

#### Star Trek: Voyager:  Duologia Spirit Walk
- Star Trek: Voyager: Spirit Walk Book 1: Old Wounds, Pocket Books, Noviembre 2004
- Star Trek: Voyager: Spirit Walk Book 2: Enemy of My Enemy, Pocket Books, Diciembre 2004

### Star Wars: El Destino de los Jedi
- Star Wars: El Destino de los Jedi: Presagio, Del Rey Books, Junio de 2009
- Star Wars: El Destino de los Jedi: Aliados, Del Rey Books, Mayo de 2010
- Star Wars: El Destino de los Jedi: Ascensión, Del Rey Books, Agosto de 2011

### Star Wars
- Star Wars: Dark Disciple, Del Rey Books, June 2015

### World of Warcraft
- Warcraft: El Señor de los Clanes, (Warcraft: Lord of the Clans) Pocket Books, octubre de 2001
- World of Warcraft: El Ascenso de la Horda, (World of Warcraft: Rise of the Horde) Pocket Books, diciembre de 2006
- World of Warcraft: Más allá Del Portal Oscuro (junto con Aaron Rosenberg), (World of Warcraft: Beyond the Dark Portal) Pocket Books, junio de 2008
- World of Warcraft: Arthas el Ascenso del Rey Exanime, World of Warcraft: Arthas: Rise of the Lich King Pocket Books, Mayo de 2009
- World of Warcraft: Devastación. Preludio al Cataclismo, (World of Warcraft: The Shattering: Prelude to Cataclysm), Pocket Books, Octubre de 2010
- World of Warcraft: Thrall: El Crepúsculo De Los Aspectos, (World of Warcraft: Thrall: Twilight of the Aspects), Pocket Books, Julio de 2011
- World of Warcraft: Jaina Valiente: Mareas de Guerra, (World of Warcraft: Jaina Proudmoore: Tides of War) Pocket Books, Agosto de 2012
- World of Warcraft: Crímenes de Guerra (World of Warcraft: War Crimes), Pocket Books 2014
- Warcraft:Durotan, Junio de 2016
- Warcraft, Julio de 2016

### Historias cortas y ensayos
- "¿Dónde está la Religión en Wicca del Sauce?", (Where's the Religion in Willow's Wicca?) BenBella Books, 2003
- "El Niño del Sol" (The Sun Child), Simon & Schuster, 2002
- "Hard Crash" Star Trek S.C.E.: Have Tech, Will Travel, Pocket Books, 2001
- " La Gama Blanca " (The White Doe) Tales of the Slayer, Simon & Schuster, 1999
- " Una Luz en el Cielo" (A Light in the Sky Whitley Strieber's Aliens: An HWA Anthology), Pocket Books, Diciembre de 1998
- " Una Noche en Sandrine" A Night at Sandrine's Amazing Stories, Diciembre 1998
- " El Arma Última, Cuentos de Tethedri", (The Ultimate Weapon, Tales from Tethedril), Del Rey, Septiembre de 1998
- " Rehacer de Millie McCoy," Pesadillas Urbanas " (The Remaking of Millie McCoy, Urban Nightmares), Baen Books, Noviembre de 1997
- "Despedida de soltero" (Stag Party, OtherWere), Ace Books, Septiembre 1996
- "Tormentas de verano, Noche de Lammas " (Summer Storms, Lammas Night), Baen Books, February, 1996
- "El Lugar Tranquilo, Reinos de Magia" (The Quiet Place, Realms of Magic), TSR, diciembre de 1995
- "Música impresionante," Musa de la Sangre" (Breathtaking Music, Blood Muse), Donald I. Fine, diciembre de 1995
- "Una Mordedura Buena,  100 Pequeñas Historias de Vampiros" (One Good Bite, 100 Vicious Little Vampire Stories), Barnes & Noble, agosto de 1995
- "Caza de brujas" y "El Ángel," 100 Malas Pequeñas Historias de la Bruja ("Witch Hunt" y "The Angel," 100 Wicked Little Witch Stories), Barnes & Noble, julio de 1995
- " Deporte de la sangre, Reinos de Infamia " (Blood Sport, Realms of Infamy), TSR, diciembre de 1994
- "Una Última Bebida, Reinos de Valor"  (One Last Drink, Realms of Valor), TSR, febrero de 1993[10]